# John Grey di Pirgo

Stemma della famiglia Grey

John Grey (1523 – Pirgo, 19 novembre 1564) è stato un nobile cortigiano inglese.

## Biografia
Era figlio di Thomas Grey, II marchese di Dorset e di Margaret Wotton, figlia di Sir Robert Wotton di Boughton Malherbe.
Grey sposò Mary Browne, figlia di Sir Anthony Browne, dalla quale ebbe cinque figli:
- Henry, Lord Grey di Groby che, vissuto a Pirgo, ristabilì la presenza della famiglia Grey a corte e nel Leicestershire;
- Margaret, moglie di Sir Arthur Capel, Sceriffo di Hertfordshire nel 1592;
- Frances, moglie di William Cooke di Highnam;
- Elizabeth, moglie di Henry Denny di Cheshunt;
- Jane, moglie di Sir Edward Greville, di Harold Court, nell'Essex.

## Incarichi pubblici
Ricoprì il ruolo di vie rappresentante a Newhaven (ora Le Havre) in Francia presso la fortificazione inglese che fu rafforzata e dotata di strutture di immagazzinamento supplementari.
Grey ricevette da Edoardo VI d'Inghilterra l'assegnazione della canonica di Kirby Bellars, con le annesse terre nel Leicestershire, nel Derbyshire e nel Nottinghamshire che furono confermate da Maria I d'Inghilterra insieme a quelle a Bardon Park.

## Coinvolgimento nella rivolta di Wyatt
John Grey e i fratelli vennero coinvolti nella rivolta di Wyatt che si proponeva di porre sul trono la protestante Elisabetta Tudor al posto della sorellastra cattolica Maria I. I suoi fratelli Henry Grey, I duca di Suffolk e Lord Thomas Grey vennero giustiziati mentre John, grazie all'assistenza del suo padrino cattolico Anthony Browne, I visconte Montagu, venne rilasciato. Perse i titoli e visse nell'ombra fino alla morte della regina Maria I. Grey si ritrovò ad essere l'unico figlio maschio sopravvissuto del marchese Thomas ma non gli fu permesso di acquisire il marchesato alla morte del padre.

## Regno di Elisabetta I
Grey apparve a corte alla testa della famiglia Grey per partecipare a Londra alla cerimonia di insediamento della nuova regina e offrirle un costoso dono per festeggiare l'inizio di un nuovo regno. Pochi mesi dopo Grey si lamentò delle condizioni di povertà in cui versava. La regina allora gli garantì il maniero di Pirgo con le annesse terre nel Somerset.
Gli vennero così ridati i propri diritti dinastici e divenne uno dei quattro gentiluomini protestanti col compito di visionare il Libro delle preghiere comuni, libro base della religione anglicana.

## Catherine Grey

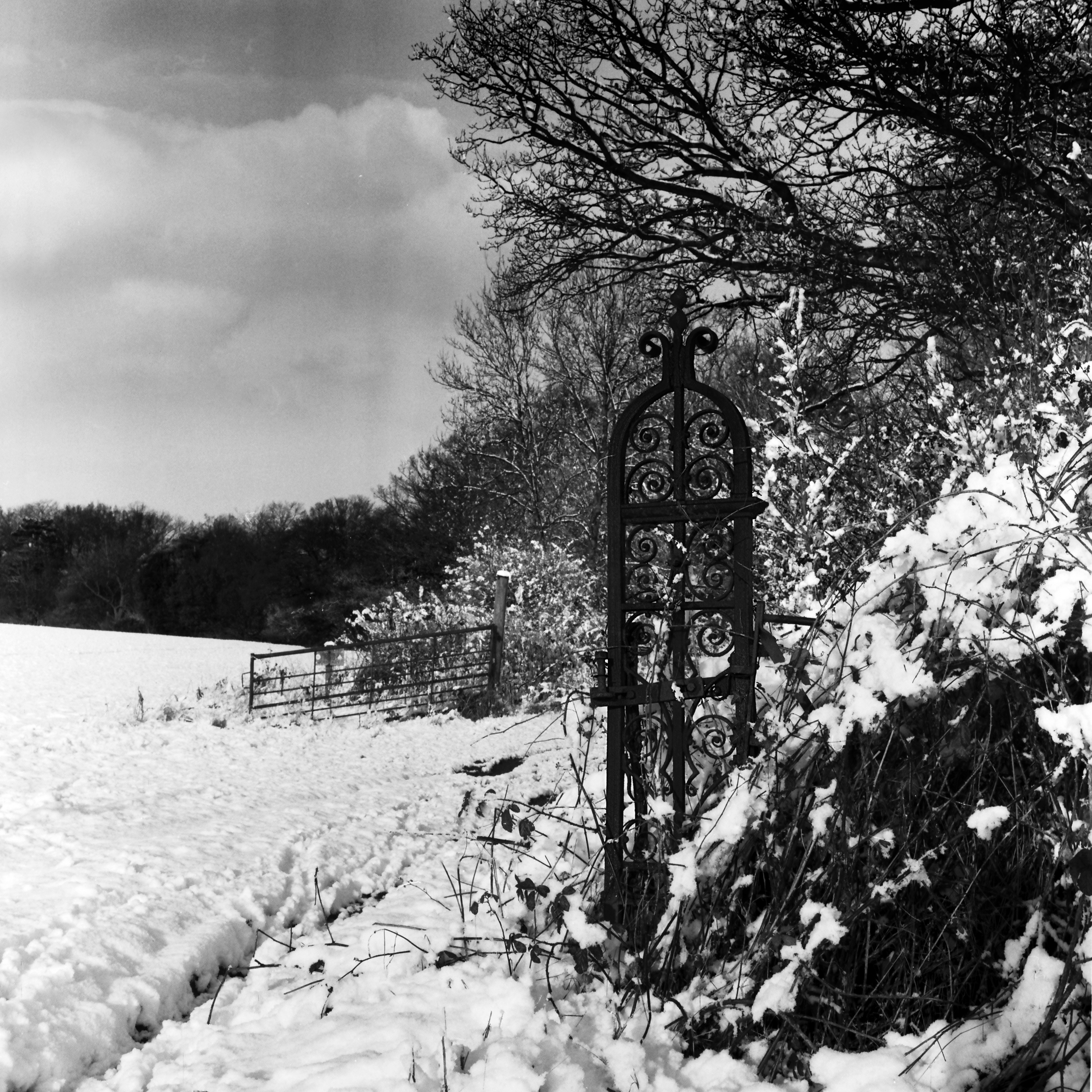
Un cancello è tutto ciò che rimani del palazzo di John Grey a Pirgo

A Pirgo Grey dovette ospitare e tenere sotto custodia sua nipote Catherine Grey, sorella di Lady Jane Grey. La giovane, erede presuntiva di Elisabetta I, aveva contratto un matrimonio segreto senza il consenso della regina. Il matrimonio venne scoperto e Catherine mandata alla Torre. Da lì venne rilasciata nel 1563 per motivi di sicurezza durante un'epidemia di peste. Mentre la giovane si trovava agli arresti domiciliari dallo zio John Grey, iniziò a circolare un libro che dichiarava Catherine legittima erede di Elisabetta al posto di Maria Stuarda, regina di Scozia. Elisabetta rimosse Catherine dagli arresti domiciliari a Pirgo e John Grey fu brevemente messo sotto custodia.
Lord John Grey morì a Pirgo poco tempo dopo il 19 novembre 1564 e fu sepolto nella sua cappella.

## Ascendenza
|                                             |                     |                                             | Genitori                                  |  |  | Nonni |  |  | Bisnonni     |  |  | Trisnonni       |  |
|                                             |                     |                                             |                                           |  |  |       |  |  | 8. John Grey |  |  | 16. Edward Grey |  |
|                                             |                     |                                             |                                           |  |  |       |  |  | 8. John Grey |  |  | 16. Edward Grey |  |
|                                             |                     | 17. Elizabeth Ferrers, VI baronessa Ferrers |                                           |  |  |       |  |  | 8. John Grey |  |  |                 |  |
| 4. Thomas Grey, I marchese di Dorset        |                     |                                             |                                           |  |  |       |  |  | 8. John Grey |  |  |                 |  |
|                                             |                     | 9. Elizabeth Woodville                      | 18. Richard Woodville, I conte di Rivers  |  |  |       |  |  |              |  |  |                 |  |
|                                             |                     | 9. Elizabeth Woodville                      | 18. Richard Woodville, I conte di Rivers  |  |  |       |  |  |              |  |  |                 |  |
|                                             |                     | 9. Elizabeth Woodville                      | 19. Jacquette di Lussemburgo              |  |  |       |  |  |              |  |  |                 |  |
| 2. Thomas Grey, II marchese di Dorset       |                     | 9. Elizabeth Woodville                      |                                           |  |  |       |  |  |              |  |  |                 |  |
|                                             |                     | 10. William Bonville, VI barone Harington   | 20. William Bonville                      |  |  |       |  |  |              |  |  |                 |  |
|                                             |                     | 10. William Bonville, VI barone Harington   | 20. William Bonville                      |  |  |       |  |  |              |  |  |                 |  |
|                                             |                     | 10. William Bonville, VI barone Harington   | 21. Elizabeth Harington                   |  |  |       |  |  |              |  |  |                 |  |
| 5. Cecily Bonville, VII baronessa Harington |                     | 10. William Bonville, VI barone Harington   |                                           |  |  |       |  |  |              |  |  |                 |  |
|                                             |                     | 11. Katherine Neville                       | 22. Richard Neville, V conte di Salisbury |  |  |       |  |  |              |  |  |                 |  |
|                                             |                     | 11. Katherine Neville                       | 22. Richard Neville, V conte di Salisbury |  |  |       |  |  |              |  |  |                 |  |
|                                             |                     | 11. Katherine Neville                       | 23. Alice Montacute                       |  |  |       |  |  |              |  |  |                 |  |
| 1. John Grey                                |                     | 11. Katherine Neville                       |                                           |  |  |       |  |  |              |  |  |                 |  |
|                                             | 12. William Brandon | 24. William Brandon                         |                                           |  |  |       |  |  |              |  |  |                 |  |
|                                             | 12. William Brandon | 24. William Brandon                         |                                           |  |  |       |  |  |              |  |  |                 |  |
|                                             | 12. William Brandon | 25. Elizabeth Wingfield                     |                                           |  |  |       |  |  |              |  |  |                 |  |
| 6. Charles Brandon, I duca di Suffolk       | 12. William Brandon |                                             |                                           |  |  |       |  |  |              |  |  |                 |  |
|                                             |                     | 13. Elizabeth Bruyn                         | 26. Henry Bruyn                           |  |  |       |  |  |              |  |  |                 |  |
|                                             |                     | 13. Elizabeth Bruyn                         | 26. Henry Bruyn                           |  |  |       |  |  |              |  |  |                 |  |
|                                             |                     | 13. Elizabeth Bruyn                         | 27. Elizabeth Darcy                       |  |  |       |  |  |              |  |  |                 |  |
| 3. Frances Brandon                          |                     | 13. Elizabeth Bruyn                         |                                           |  |  |       |  |  |              |  |  |                 |  |
|                                             |                     | 14. Henry VII, re d'Inghilterra             | 28. Edmund Tudor, I conte di Richmond     |  |  |       |  |  |              |  |  |                 |  |
|                                             |                     | 14. Henry VII, re d'Inghilterra             | 28. Edmund Tudor, I conte di Richmond     |  |  |       |  |  |              |  |  |                 |  |
|                                             |                     | 14. Henry VII, re d'Inghilterra             | 29. Margaret Beaufort                     |  |  |       |  |  |              |  |  |                 |  |
| 7. Mary Tudor                               |                     | 14. Henry VII, re d'Inghilterra             |                                           |  |  |       |  |  |              |  |  |                 |  |
|                                             |                     | 15. Elizabeth di York                       | 30. Edward IV, re d'Inghilterra           |  |  |       |  |  |              |  |  |                 |  |
|                                             |                     | 15. Elizabeth di York                       | 30. Edward IV, re d'Inghilterra           |  |  |       |  |  |              |  |  |                 |  |
|                                             |                     | 15. Elizabeth di York                       | 31. Elizabeth Woodville (= 9)             |  |  |       |  |  |              |  |  |                 |  |
|                                             |                     | 15. Elizabeth di York                       |                                           |  |  |       |  |  |              |  |  |                 |  |